# Distretto di Ilave
Il distretto di Ilave è un distretto del Perù, facente parte della provincia di El Collao, nella regione di Puno.